# Gewissheitsgrade der Dogmatik
Die Gewissheitsgrade der Dogmatik (auch: lateinisch nota theologica, Notationen) kategorisieren in der Dogmatik die Lehrsätze des katholischen Glaubens in mehr (z. B. Dogmen) oder weniger (z. B. Sententia tolerata) sichere und für die Gläubigen verbindliche  Aussagen.

## Grundsätzliches
Die vom kirchlichen Lehramt seit der Scholastik geübte Praxis der Lehrbeurteilung impliziert eine Hierarchie christlicher Glaubenswahrheiten. Denn indem die theologischen Lehren dogmatisch beurteilt (Notationen) wurden und so der Gewissheitsgrad – entweder ihrer Verwerfung (negative Zensuren) oder aber ihrer Annehmbarkeit (positive Qualifikationen) – festgestellt wurde, wurde auch über deren Nähe zur regula fidei remota (Schrift und Tradition) bzw. proxima (kirchliches Lehramt) befunden. Vor allem im 17. und 18. Jahrhundert kommt es zur Ausbildung vielfältiger und noch variierender Abstufungen innerhalb der Lehrbeurteilung, die insbesondere im 19. Jahrhundert eine eindeutige Gestalt annahmen: Äußerst diffizil werden verschiedene positive Qualifikationen unterschieden: fides divina; fides divina et catholica; usw. – für die negativen Zensuren treffen sodann die entsprechenden Entgegensetzungen zu.
Das Zweite Vatikanische Konzil sagte, dass es eine Rangordnung oder „Hierarchie“ der Wahrheiten innerhalb der katholischen Lehre gibt, je nach der verschiedenen Art ihres Zusammenhangs mit dem Fundament des christlichen Glaubens. Das gilt nach Papst Franziskus sowohl für die Glaubensdogmen als auch für das Ganze der Lehre der Kirche, einschließlich der Morallehre.

## Abstufungen
Je nach theologischem Gewissheitsgrad und glaubensmäßiger Verbindlichkeit der kirchlichen Lehraussagen unterscheidet die römisch-katholischen Dogmatik hinsichtlich der katholischen Wahrheiten abgestuft wie folgt (nota theologica):
- De fide: Die Glaubenswahrheiten, die als de fide bezeichnet werden, haben den höchsten Gewissheitsgrad, weil sie vom kirchlichen Lehramt vorgelegt worden sind, und werden weiter unterteilt in:
  - De fide divina et catholica definita (auch schlicht: de fide definita): Aussage höchsten Gewissheitsgrades aufgrund eines – unfehlbaren – feierlichen Glaubensurteils (Definition) des Papstes („Kathedralurteil ex cathedra“) oder eines allgemeinen Konzils, also des Lehramtes („de fide ecclesiastica definita“)
  - De fide divina et catholica (auch: de fide divina et ecclesiastica, oder schlicht: de fide divina ): Diese Glaubenswahrheit gilt als von Gott geoffenbart und wird von der Kirche endgültig (unfehlbar) so gelehrt.
  - De fide divina besagt, dass eine Wahrheit unzweifelhaft von Gott geoffenbart ist, ohne dass sich die Kirche über den Offenbarungscharakter ausgesprochen hat[4]
- Fides ecclesiastica: Von der Kirche als unfehlbar gelehrte Wahrheiten (veritates catholicae), die im Unterschied zu den de fide (göttlich geoffenbarten) Wahrheiten nicht im engeren Sinne göttliche Offenbarung sind, sondern aus dieser abgeleitet wurden. Hier werden weiters conclusiones theologicae (theologische Schlussfolgerungen), facta dogmatica (dogmatische Tatsachen) und philosophische Wahrheiten unterschieden.
- Sententia fidei proxima wird eine Lehraussage bezeichnet, die höchstwahrscheinlich geoffenbart ist und von der Kirche, wenn auch nicht endgültig und unfehlbar, gelehrt wird.
- Doctrina catholica: Eine vom ordentlichen Lehramt gelehrte Wahrheit.
- Theologice certa (auch: Sententia ad fidem pertinens, Sententia certa) ist eine Wahrheit, die im inneren Zusammenhang mit einer Offenbarungswahrheit steht, aber nicht als aufgrund göttlicher Autorität anzunehmen ist.
- Sententia communis (theologisch sicher) wird eine Wahrheit genannt, die unter (zumindest stillschweigender) Billigung der Kirche von den Theologen übereinstimmend gelehrt wird. Eine theologische Diskussion ist zulässig.
- Sententia probabilis ist eine zwar auf gute Gründe gestützte Meinung, die aber unter Theologen frei erörtert werden darf. Hier wird weiter unterteilt in Sententia probabilior und Sententia bene fundata.
- Sententia pia: Eine zwar fromme, aber weniger gewisse Lehrmeinung.
- Sententia tolerata: eine von der Kirche tolerierte, aber nicht empfohlene Lehrmeinung.

## Interpretation
Aus kirchlicher Sicht wird bei den dogmatischen Aussagen – relativierend – angemerkt, „dass der Sinn, den die Glaubensaussagen haben, teilweise von der Aussagekraft der zu einer bestimmten Zeit und unter bestimmten Umständen angewandten Sprache abhängt. Außerdem kommt es bisweilen vor, dass eine dogmatische Wahrheit zunächst in unvollständiger, aber deshalb nicht falscher Weise ausgedrückt wird und später in größeren Zusammenhängen des Glaubens und der menschlichen Erkenntnisse betrachtet und dadurch vollständiger und vollkommener dargestellt wird. Ferner will die Kirche in ihren neuen Aussagen das, was in der Heiligen Schrift und in den Aussagen der früheren Überlieferungen schon einigermaßen enthalten ist, bestätigen oder erhellen, sie pflegt dabei aber zugleich an die Lösung bestimmter Fragen und die Beseitigung von Irrtümern zu denken. All dem muss man Rechnung tragen, um jene Aussagen richtig zu deuten. Schließlich unterscheiden sich zwar die Wahrheiten, die die Kirche in ihren dogmatischen Formeln wirklich lehren will, von dem wandelbaren Denken einer Zeit und können auch ohne es zum Ausdruck gebracht werden; trotzdem kann es aber bisweilen geschehen, dass jene Wahrheiten auch vom Lehramt in Worten vorgetragen werden, die Spuren solchen Denkens an sich tragen.“